# نوردشتمن
نوردشتمن (به آلمانی: Nordstemmen) یک شهر در آلمان است که در هیلدسهایم واقع شده‌است. نوردشتمن ۱۳٬۲۲۱ نفر جمعیت دارد.